# Platycryptus californicus
Platycryptus californicus är en spindelart som först beskrevs av George William Peckham och Elizabeth Maria Gifford Peckham 1888.  Platycryptus californicus ingår i släktet Platycryptus och familjen hoppspindlar. Inga underarter finns listade i Catalogue of Life.